# Upplands runinskrifter 104

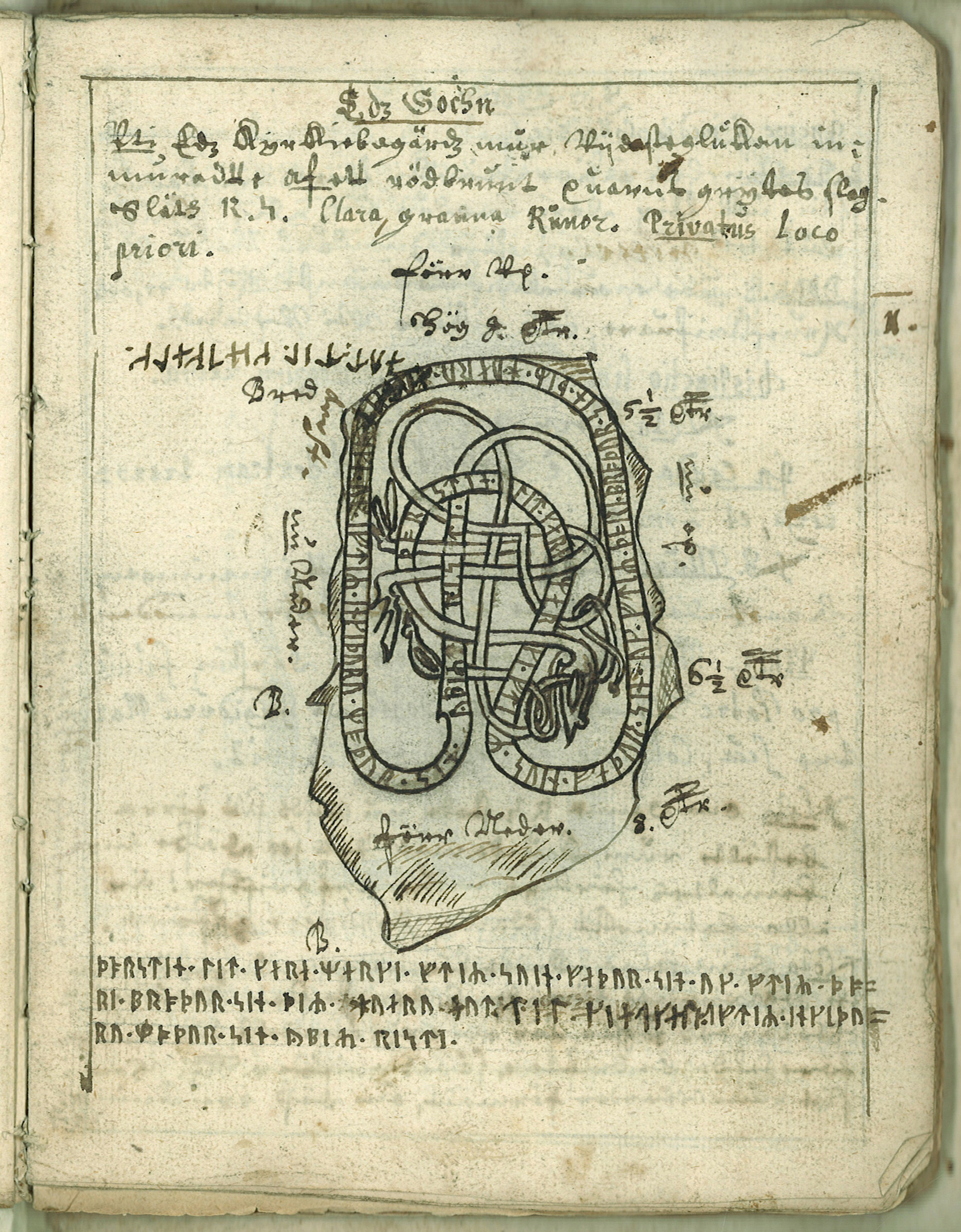
U 104 avbildad i Martin Aschaneus handskrift Collectaneum Monumentale Runicum.

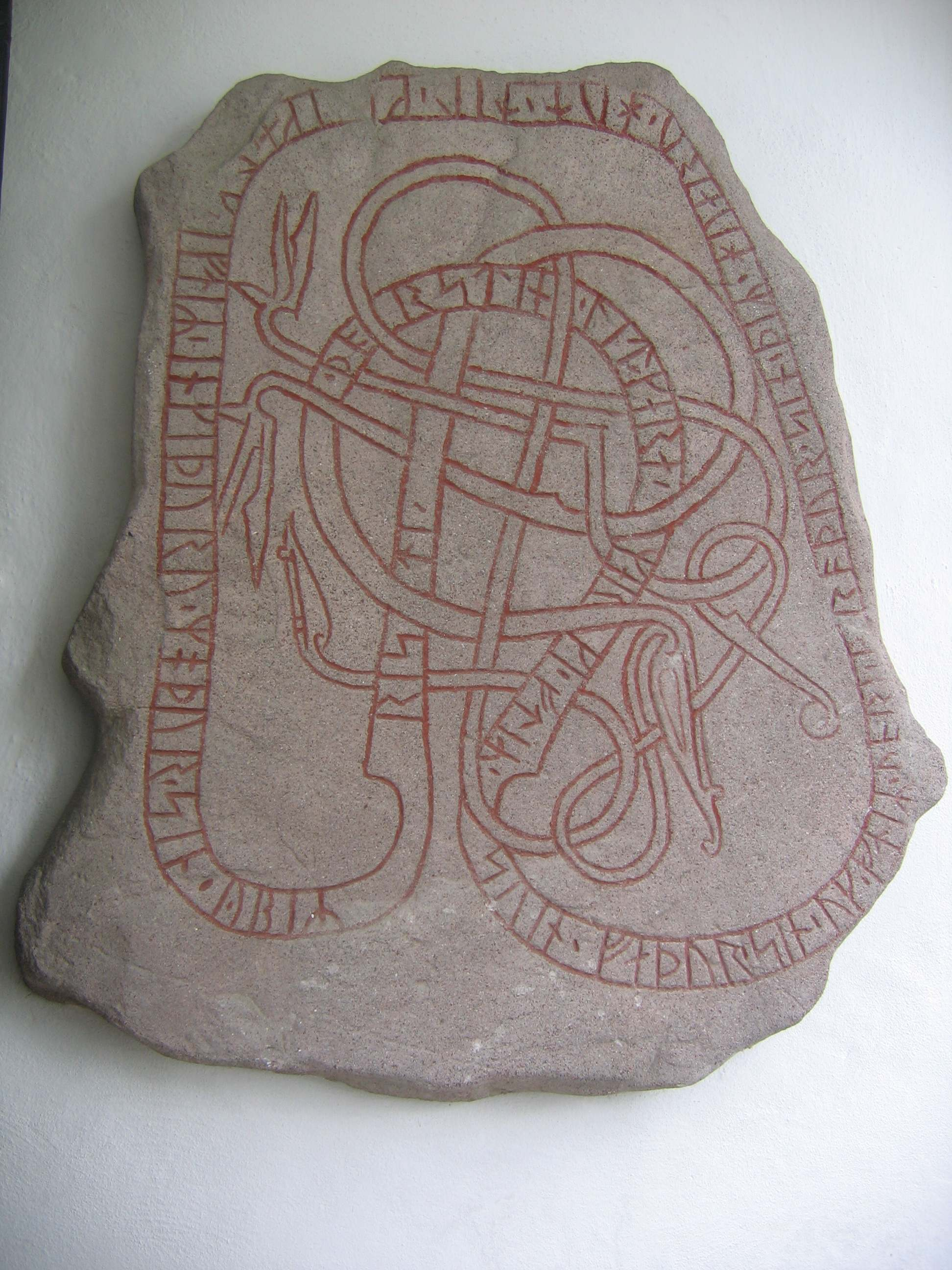
Kopia av U 104, placerad i stigluckan vid Eds kyrka.

Runinskrift U 104 är en runsten som fram till 1600-talets slut satt inmurad i Eds kyrkas kyrkogårdsmur i Eds socken och Upplands Väsby kommun. 

## Stenen
Året 1687 beviljade Karl XI att denna runsten samt runstenen U 1160 från Ändersta i Simtuna socken i Enköpings kommun, skulle skänkas till kungen i England. Runsten U 104 hamnade i Oxford där den införlivades med universitetets samlingar. Stenen blev 1848 flyttad till Ashmolean Museum och där står den nu i vestibulen utanför museets bibliotek. En kopia av "Oxfordstenen" finns att beskåda i bogårdsmurens stiglucka vid Eds kyrka. Minnesmärket är en typisk greklandssten som är ristad av den produktive runmästaren Öpir och motivet med två intrasslade och långbenta runstensdjur är skapad i Urnesstil. Stenen är ej korsmärkt. Tre versioner av den från runor översatta inskriften följer nedan:

## Inskriften
Translitterering av runraden:
' þorstin ' lit × kera ' merki ' ftiʀ ' suin ' faþur ' sin ' uk ' ftiʀ ' þori ' (b)roþur ' sin ' þiʀ ' huaru ' hut ' til ' k--ika ' (u)(k) ' iftiʀ ' inkiþuru ' moþur ' sin ' ybiʀ risti '
Normalisering till runsvenska:
Þorstæinn let gæra mærki æftiʀ Svæin, faður sinn, ok æftiʀ Þori, broður sinn, þæiʀ vaʀu ut til G[r]ikkia, ok æftiʀ Ingiþoru, moður sina. Øpiʀ risti.
Översättning till nusvenska:
Torsten lät göra minnesmärket efter Sven, sin fader, och efter Tore, sin broder - de voro ut till Grekland - och efter Ingetora, sin moder. Öpir ristade.